# Gloeotinia granigena
Gloeotinia granigena är en svampart som först beskrevs av Lucien Quélet, och fick sitt nu gällande namn av Trond Schumacher 1979. Gloeotinia granigena ingår i släktet Gloeotinia, ordningen disksvampar, klassen Leotiomycetes, divisionen sporsäcksvampar och riket svampar.  Arten är reproducerande i Sverige. Inga underarter finns listade i Catalogue of Life.